# Rosácea (doença)
Rosácea é uma doença da pele crónica que geralmente afeta o rosto. Os sinais e sintomas mais comuns são vermelhidão difusa e persistente, borbulhas com ou sem pus, inchaço, dilatação dos pequenos vasos sanguíneos à superfície e ardor, comichão ou sensação de picadas, calor e/ou repuxar no rosto. As regiões do rosto mais afetadas são o nariz, as maçãs do rosto, a testa e o queixo. Nos casos mais graves, o nariz pode aumentar de volume, uma condição denominada rinofima.
Desconhece-se a causa da doença. Acredita-se que entre os fatores de risco estejam antecedentes familiares de rosácea. Entre os fatores potencialmente agravantes da doença estão o calor, exercício físico, exposição solar, frio, comida picante, consumo de álcool, menopausa, stresse psicológico ou aplicação de pomadas corticosteroides no rosto. O diagnóstico baseia-se nos sintomas.
Embora não exista cura, o tratamento geralmente melhora os sintomas. O tratamento geralmente consiste em evitar os fatores desencadeantes e na administração de metronidazol, doxiciclina ou tetraciclina. Nos casos em que os olhos também são afetados, podem ser administradas gotas de azitromicina. Entre outros tratamentos com potenciais benefícios estão pomadas de brimonidina, pomadas de ivermectina e isotretinoina. Em alguns casos pode ser usada abrasão dérmica ou cirurgia a laser. Geralmente recomenda-se o uso de protetor solar.
A rosácea afeta entre 1 e 10% da população. A doença é mais comum entre os 30 e 50 anos de idade e entre as mulheres. As pessoas de raça caucasiana são afetadas com maior frequência. A doença já era descrita n'Os Contos de Cantuária, do século XIV, e possivelmente por Teócrito no século III.

## Características

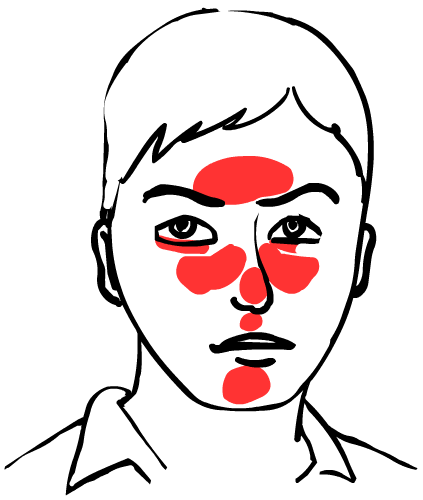
Principais zonas afectadas

A rosácea manifesta-se através de manchas avermelhadas (eritema) na região central do rosto, bochechas, nariz, queixo e testa. Mais raramente, pode afetar o pescoço, tórax, orelhas e couro cabeludo.
À medida que a rosácea progride verificam-se outros sintomas, tais como eritemas semipermanentes, telangiectasia (dilatação dos vasos sanguíneos da face), presença de pequenas bolhas e pústulas avermelhadas, olhos avermelhados, sensação de ardor e queimação e, em alguns casos avançados, lóbulos avermelhados no nariz (rinofima). A doença pode ser confundida e coexistir com o acne e a dermatite seborreica. Pode afetar ambos os sexos, mas é três vezes mais comum em mulheres e manifesta-se principalmente entre os 30 e os 60 anos de idade.

## Causas
Não há consenso sobre as causas. Alguns investigadores propõem que seja causada por ácaros do gênero demodex (invisíveis a olho nu), enquanto outros alegam que múltiplos fatores genéticos, congênitos e hormonais agravam rosáceas. As pessoas mais brancas e com bochechas rosadas, que facilmente ficam mais rosadas de raiva, vergonha ou ao rir, são as mais vulneráveis.

### Desencadeadores de crises
Porcentagem de pacientes que relataram agravamento das rosáceas diante do respectivo estímulo:
- Exposição prolongada ao sol: 81%
- Estresse emocional: 79%
- Clima muito quente: 75%
- Vento forte: 57%
- Exercício pesado: 56%
- Consumo de álcool: 52%
- Banhos quentes/sauna: 51%
- Clima muito frio: 46%
- Alimentos picantes: 45%
- Muita umidade: 44%
- Ambiente muito quente: 41%
- Alguns produtos de cuidados da pele: 41%
- Cafeína: 36%
- Alguns cosméticos: 27%
- Alguns medicamentos: 15%
- Outras condições médicas: 15%
- Certos alimentos: 15%

Alimentos ricos em histamina
Determinados alimentos ricos em histamina (como vinho tinto, queijos envelhecidos, carne de porco, iogurte e cerveja) podem causar rubor facial persistente até em indivíduos sem rosácea devido a uma condição de intolerância à histamina.
Medicamentos para a pele
Certos medicamentos e cremes aplicados na pele podem rapidamente desencadear rosáceas. Alguns tratamentos de acne e rugas com relatos de terem causado rosácea incluem micro-dermabrasão e peelings químicos, bem como altas doses de isotretinoína, peróxido de benzoíla e ácido retinoico. Rosácea induzida por esteroides é o termo dado a rosácea causado pelo uso de cremes esteroides na pele e nariz, um tratamento comum para a dermatite seborreica. A dosagem deve ser reduzida aos poucos, pois parar imediatamente pode causar agravamento do surto.

## Subtipos de sintomas
Existem quatro subtipos identificados de rosáceas e os pacientes normalmente apresentam mais de um subtipo concomitantemente
1. Erythematotelangiectatic rosacea: (eritema) permanente com tendência para o rubor facial (por esforço físico e de natureza sentimental, como vergonha, raiva e pudor). É comum a presença de pequenos vasos sanguíneos visíveis na superfície da pele facial (telangiectasias) com possíveis sensações de queimação e coceira.
2. Papulopustular rosacea: Alguma vermelhidão com bolhas vermelhas (pápulas) preenchidas por um pouco de pus  (pústulas) (que tipicamente duram entre 1 a 4 dias); esse subtipo pode ser facilmente confundido com a acne.
3. Phymatous rosacea: Esse subtipo é comumente associado com a rinofima, um aumento do nariz. Os sintomas incluem o espessamento da pele, nódulos superficiais irregulares e aumento do nariz. Phymatous rosacea também pode afetar o queixo (gnatofima), testa (metofima), bochechas, pálpebras (blefarofima), e orelhas (otofima).[14] Telangiectasias também podem estar presentes.
4. Ocular rosacea: Olhos e pálpebras avermelhados, irritados e secos. Inclui sensações de queimação e coceira nos olhos e pálpebras.

Os portadores de rosácea relatam frequentemente períodos de depressão associados à desfiguração estética causado pela doença. Contribuem para isso a sensação física de queimação e sentimento de perda de qualidade de vida.